# 巴庫省

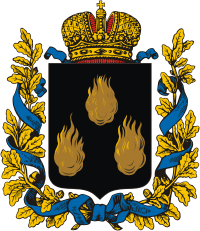

巴庫省（俄语：Бакинская губерния）是俄羅斯帝國的一個省，隸屬於高加索總督區，其範圍為今日阿塞拜疆東部。成立於1846年，原名沙馬基省（Шемахинской губернии），前稱裏海州（Каспийская область）。1859年首府遷至巴庫並改名。
面積3.43萬平方俄里。1897年人口82.67萬人。